# Danmarks runeindskrifter 2
DR 2 är en vikingatida ( Jelling, efter år 934) runsten av granit i Haddeby, Selks kommun, Schloss Gottorf, Stadt Schleswig i Tyskland. Man har tidigare ansett ristningen vara svensk, men den kan mycket väl vara lokalt skapad.

## Inskriften
Translitterering av runraden:
§A osfriþr : karþi : kum¶bl ' þaun ¶ oft : siktriku : 
§B sun (:) (s)in : oui : knubu
Normalisering till rundanska:
§A Asfriþr gærþi kumbl þøn æft Sigtryg, 
§B sun sin ok Gnupu.
Översättning till nusvenska:
Asfrid gjorde detta minnesmaerke efter Sigtrygg, sin son och Gnupas.